# Drymophila squamata
Drymophila squamata là một loài chim trong họ Thamnophilidae.